# America's Most Wanted (catch)
Cet article concerne l'équipe de lutte professionnelle. Pour émission américaine du même nom, voir America's Most Wanted.
 (juillet 2021).
Pour les articles homonymes, voir AMW.
America's Most Wanted (habituellement écourté AMW) est une équipe de catch professionnel composée de « Wildcat » Chris Harris et « Tennessee Cowboy » James Storm, ayant combattu à la fédération Total Nonstop Action Wrestling (TNA). le groupe est plus tard managé et rejoint par Gail Kim.
L'équipe devient l'une des plus célèbres dans l'histoire de la TNA grâce notamment à des combats contre de nombreuses autres équipes de la fédération dont The Disciples of The New Church (en), The Naturals (en), Team Canada, 3Live Kru, Triple X et Team 3D.

## Histoire
Avant que l'équipe ne soit formée, James Storm et Chris Harris étaient des rivaux occasionnels combattant indépendamment. Ils s'affrontent lors d'un match à TNA, et y sont pas la suite signé. Ils forment leur équipe ensemble lors d'un PPV NWA:TNA le 26 juin 2002,, alors qu'une autre équipe, The Dupps (en), refuse de se battre face à Rainbow Express (Lenny et Bruce). Storm et Harris remportent le match, et s'allient désormais en tant qu'équipe.
Le 18 septembre, lors d'un PPV NWA:TNA, AMW participe dans un match Gauntlet for the Gold (en) à 20 pour le titre vacant du NWA World Tag Team Championship. AMW et Disciples of The New Church (en) (Brian Lee et Slash) se retrouvent finalistes de ce Gauntlet et combattent lors d'un tag team match. AMW gagne son premier match ainsi que son premier titre qui n'est autre que le NWA World Tag Team Championship. Ils affrontent Lee et Slash et défendent leur titre contre presque chaque équipe de la TNA. Lors du PPV du 13 novembre, ils perdent leur titres face à Lee et Slash,. Ils regagnent leur titre, cependant, lors du PPV du 8 janvier 2003, en gagnant face aux Disciples of The New Church,,.
Deux semaines plus tard, ils perdent leur titre face à Triple X (Low Ki et Elix Skipper),. Le 26 mars, une mésentente se fait ressentir dans le groupe à la suite du match en solo de Harris,. Le 9 avril, une rumeur circule sur le fait que Harris pourrait rejoindre KSports Entertainment Xtreme (S.E.X.),. Les tensions continuent le 23 avril lors d'un match contre Elix Skipper et Christopher Daniels,. Le duo s'affronte face à face lors d'un match simple le 7 mai et Storm en ressort vainqueur. Après le match, Storm se montre fair-play et serre la main de Harris,. Harris s'allie avec Chris Sabin lors d'une tournoi en tag team,. Harris et Sabin se qualifient dès le premier round, mais au second round, le partenaire de Harris, James Storm, remplace Sabin et le duo gagne le second round. Après le match, Harris refuse de rejoindre S.E.X. et affirme qu'il souhaite reste aux côtés de Storm,. Le 11 juin, AMW gagne l'Anarchy Alliance en gagnant face à David Young et Tracy Brookshaw en finale, les menant ainsi au NWA World Tag Team Championship,.
Le 25 juin, ils gagnent finalement face à Triple X lors d'un match en cage leur troisième NWA World Tag Team Championship. Il s'agit dès lors d'un match historique dans toute l'histoire de la TNA, et AMW se popularise fortement auprès de l'audience,,. Ils affrontent par la suite Simon Diamond et Johnny Swinger,,. Lors du PPV du 20 août, ils perdent lors d'un Bullrope match, sans titre mis en jeu, face à Diamond et Swinger,. La semaine suivante, AMW perd son titre face à Diamond et Swinger,.
Au début de 2004, le duo affronte Red Shirt Security (Kevin Northcutt (en) et Legend) à la suite de sa victoire face à KNew York Connection (Glen Gilberti et David Young),. Lors du PPV du 21 janvier, le duo perd face à Red Shirt Security lors d'un tag team match,. Lors de l'épisode du 4 juin à Impact!, AMW gagne face à Kid Kash et Dallas et remporte son quatrième NWA World Tag Team Championship,,. Ils défendent leurs titres contre quelques équipes durant leur quatrième règne avant de perdre leur titre face à The Naturals (en) (Chase Stevens et Andy Douglas) lors du PPV le 7 juillet en 12 secondes,. Deux semaines plus tard, ils affrontent Naturals dans un Six Sides of Steel match pour le titre mais perdent le match,.
Ils affrontent Naturals ainsi que Triple X. Le 1er septembre, Naturals gagne face à Triple X et AMW lors d'un triple threat tag team match et garde son titre,. la semaine suivante, Storm est incapable de combattre et Christopher Daniels est blessé, ; dans ce cas, Harris de AMW s'allie à Elix Skipper de Triple X pour remporter le NWA World Tag Team Championship en possession de Naturals,,. Le 24 septembre à Impact!, Storm s'allie à Daniels pour remporter NWA World Tag Team Championship,,. Ils perdent leur titre face à Team Canada (Bobby Roode et Eric Young) le 15 octobre à Impact!,. AMW entre en guerre avec Triple X. Le duo remporte la victoire dans un Elimination Last Man Standing match à Victory Road 2004. Après ça, ils acceptent de combattre dans un Six Sides of Steel match à KTNA Turning Point (2004) dans lequel l'équipe perdante doit se séparer. AMW gagne à Triple X, ce dernier mettant fin à son alliance,,.
À Final Resolution 2005, ils gagnent face à Team Canada et remportent leur cinquième NWA World Tag Team Championship,,. Ils perdent leur titre face à The Naturals le 29 avril 2005,. À Hard Justice 2005, ils perdent face à Naturals dans un nouveau match pour le titre.

## Titres
- Frontier Elite Wrestling
  - 1 fois FEW Tag Team Championship
- NWA Shockwave'
  - 1 fois NWA Cyberspace Tag Team Championship (en)[34]

- Pro Wrestling Illustrated
  - PWI Tag Team of the Year (2004)

- Total Nonstop Action Wrestling
  - 6 fois NWA World Tag Team Championship
  - Asylum Alliance Tag Team Tournament (2003)
  - Match of the Year (2004) vs. Christopher Daniels et Elix Skipper à Turning Point[35]
  - Tag Team of the Year (2003–2004)[35]

- Wrestling Observer Newsletter awards
  - Tag Team of the Year (2005)